# Tommaso Caccini
Tommaso Caccini (26 de abril de 1574-1648) fue un fraile y predicador italiano.
Nació en Florencia, el tercer hijo de Giovanni di Alessandro y Maddalena di Paolo Corsini, e ingresó en la orden dominicana de la Iglesia Católica cuando era adolescente, comenzando su carrera en el convento de San Marcos, donde poco a poco se hizo famoso por sus apasionados sermones. Predicó con frecuencia en la Iglesia de Santa María Novella en Florencia, que más tarde sería el lugar de su sermón más famoso. Algunos historiadores especulan que los motivos detrás de los sermones de Caccini eran cuestionables, ya que "su fanatismo nunca estuvo divorciado de la ambición personal de avanzar dentro de la orden dominicana". Quizás una indicación del deseo de éxito de Caccini se refleja en su decisión de ser nombrado como "Tommaso", que se cree que fue en honor a Tomás de Aquino . Tomás de Aquino era conocido por sus puntos de vista sobre teología y filosofía, y con frecuencia discutía los efectos de la filosofía en la doctrina de la Iglesia. Los relatos históricos sugieren que, a diferencia de su homónimo, el padre Caccini apenas estaba interesado en equilibrar la teología con los ideales filosóficos. De hecho, los sermones altamente controvertidos de Caccini, que a menudo vilipendiaban a los críticos de la doctrina de la Iglesia, llevaron a que fuera disciplinado por el arzobispo de Bolonia.

## La liga de las palomas
En Florencia, Caccini se convirtió en miembro de un grupo conocido como la "Liga de las palomas", que llevaba el nombre de Lodovico delle Colombe . 
Colombe tenía fama de ser uno de los primeros individuos de la Iglesia en intentar contrarrestar los esfuerzos científicos de Galileo Galilei. Otro miembro famoso del grupo fue Niccolò Lorini, quien a menudo utilizaba referencias a las Escrituras en sus sermones ferozmente críticos contra Galileo.
Colombe denunció la discusión de Galileo sobre la teoría copernicana, poco después de que Galileo confirmara varios descubrimientos astronómicos en 1609. Lorini, por su parte pronunció un sermón mordaz en 1613 en respuesta a las Cartas sobre manchas solares de Galileo. Poco después del sermón de Lorini, Galileo emitió una respuesta, conocida como la Carta a Benedetto Castelli. La Carta intentó demostrar que la teoría copernicana y el Libro de Josué no eran mutuamente excluyentes. Caccini vio la Carta a Castelli como una oportunidad para desacreditar aún más a Galileo y sus seguidores.

## Sermón en Santa María Novella
El 20 de diciembre de 1614, Caccini pronunció un sermón en Santa Maria Novella oponiéndose firmemente al apoyo de Galileo a la teoría copernicana. Si bien el texto exacto del sermón no está claro, los historiadores sugieren que Caccini predicaba que las matemáticas y la ciencia eran contrarias a la palabra de la Biblia y, por lo tanto, heréticas. Aunque Caccini parecía haber criticado las matemáticas y la ciencia en general, destacó a Galileo y sus seguidores. Hizo hincapié en utilizar la frase bíblica: "Varones galileos, ¿por qué estáis mirando al cielo?" (en la versión latina que se encuentra en la Vulgata : Viri Galilaei, quid statis aspicientes in caelum? ). La frase se puede encontrar en Hechos de los Apóstoles 1:11. La frase se refiere a los habitantes de Galilea que miraban al cielo esperando que Jesús regresara mientras se dirigía al cielo. Caccini intentó jugar con las palabras del pasaje al contrastar claramente los actos supuestamente heréticos de Galileo con la fe inquebrantable de los habitantes de Galilea.

## Reacción
La reacción al sermón de Caccini varió desde la oposición hasta el elogio. Se dice que el propio Galileo describió a Caccini como un individuo "de una ignorancia muy grande, además de una mente llena de veneno y carente de caridad". Dentro de la Iglesia misma, hubo un desacuerdo sustancial sobre cómo abordar el mordaz sermón de Caccini. Matteo Caccini, el propio hermano de Tommaso Caccini y ex prior de un monasterio en Cortona, estaba horrorizado por el sermón de Caccini en Florencia. Afirmó: "Estoy tan enojado que no podría estar más. . . [El padre Tommaso] reveló planes tan espantosos que apenas pude controlarme. En cualquier caso, me lavo las manos de él por los siglos de los siglos.” El predicador general de la orden dominicana se hizo eco de los sentimientos de Matteo Caccini en una carta que envió a Galileo. Pidiendo disculpas en nombre de la Orden, lamentó que: "[tuvo] que responder por todas las idioteces" que perpetraron sus hermanos.

## Testimonio en Roma
A pesar de la oposición de miembros de rango relativamente alto en la orden dominicana hacia las opiniones de Caccini, algunos historiadores especulan que el sermón de Caccini fue el catalizador del juicio de Galileo que tuvo lugar en Roma en 1615. Cuando el Santo Oficio llamó a Caccini a declarar contra Galileo, éste residía en el convento romano de Santa María sobre Minerva. Caccini fue alumno del Colegio de Santo Tomás, la futura Universidad Pontificia de Santo Tomás de Aquino, donde Angelicum se convirtió en maestro y licenciado. El 20 de marzo de 1615, frente a varios altos funcionarios de la Iglesia, Caccini testificó sobre su sermón y su conocimiento de Galileo y sus seguidores. Caccini afirmó que después de su sermón, informó al Padre Inquisidor en Florencia que los partidarios de Galileo deberían ser disciplinados por sus "mentes petulantes". Caccini acusó a los seguidores de Galileo de hacer declaraciones blasfemas que cuestionaban la existencia de Dios y la declaración de la Iglesia de que los milagros eran actos realizados por santos. Caccini continuó afirmando que la noción de que la tierra gira alrededor del sol era ofensiva para la Escritura, que declaraba que la tierra estaba inmóvil.
Además de discutir sus actividades después del sermón, los examinadores le pidieron a Caccini que discutiera sus opiniones sobre Galileo y sus seguidores. A pesar de que Caccini claramente despreciaba las enseñanzas de Galileo, intentó actuar diplomáticamente cuando se le preguntó sobre el carácter de Galileo. Señaló abiertamente que Galileo había sido considerado por muchos como "un buen católico". No obstante, Caccini demostró sutilmente su desaprobación de las opiniones de Galileo en su declaración final. Cuando se le preguntó si tenía alguna hostilidad hacia Galileo o sus seguidores, Caccini respondió ". . . No tengo ninguna hostilidad hacia Galileo... o hacia [los] discípulos de Galileo. Más bien pido a Dios por ellos.” 

## Luego del proceso
Si bien Caccini esperaba que sus afirmaciones alentaran a Roma a actuar contra Galileo, su testimonio recibió críticas mixtas. La mayoría de sus afirmaciones fueron ignoradas por la Iglesia con la excepción de la afirmación de que la Carta sobre las manchas solares de Galileo era herética. En 1616, tras un examen de la Carta, el Santo Oficio emitió un informe de que la noción de un sol estacionario era herética. El Santo Oficio prohibió además a Galileo el 26 de febrero de 1616 enseñar o defender la noción de que la tierra giraba alrededor de un sol estacionario.
Después de dar su testimonio en 1615, Caccini utilizó su oposición a Galileo como vehículo para lograr sus ambiciosos objetivos profesionales. Gradualmente, su carrera progresó en Roma, y finalmente se convirtió en el prior del monasterio de San Marco, donde continuó ayudando en el enjuiciamiento de Galileo . Caccini murió a la edad de 74 años en Florencia en 1648.